# Palomena

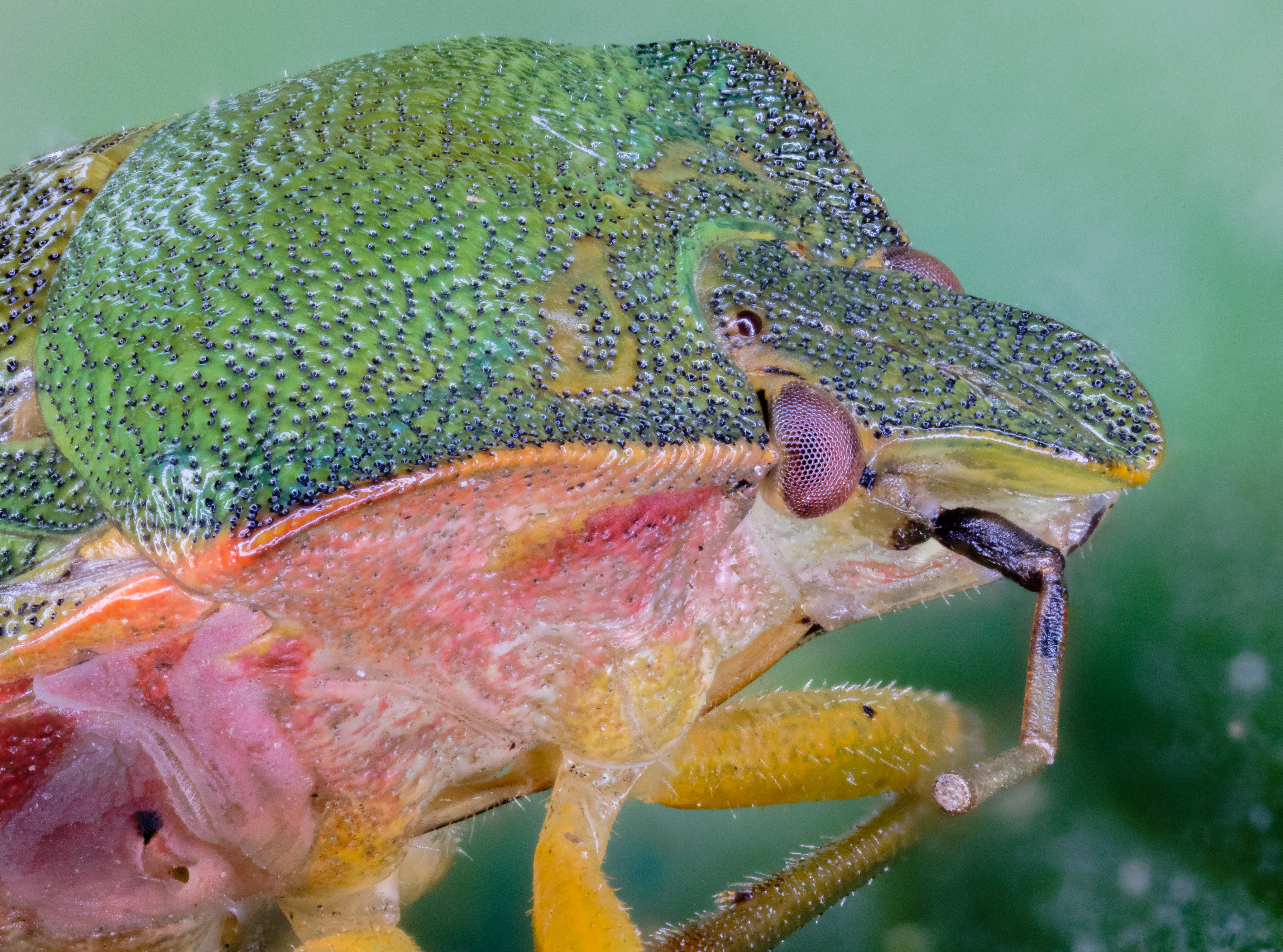
Detalle de la cabeza.

Palomena es un género de insecto pentatómido de la familia Pentatomidae. Fue descrito por primera vez por Mulsant & Rey en 1866
La especie Palomena prasina es abundante en Inglaterra y también en el resto de Europa donde a veces se convierte en plaga.

## Especies
Las especies dentro de este género incluyen:
- Palomena angulata (ponerle encendido, 1871)
- Palomena angulosa (Motschulsky, 1861)
- Palomena assamensis Zheng & Ling, 1989
- Palomena balakotensis Zaidi & Ahmad, 1991
- Palomena chapana (Distante, 1921)
- Palomena formosa Vidal, 1939
- Palomena hsiaoi Zheng & Ling, 1989
- Palomena hunanensis Lin & Zhang, 1992
- Palomena indica Zheng & Ling, 1989
- Palomena limbata Jakovlev, 1904
- Palomena mursili Linnavuori, 1984
- Palomena prasina (Linnaeus, 1761)
- Palomena reuteri Distante, 1879
- Palomena rubricornis Scott, 1874
- Palomena serresi Meunier, 1915 †
- Palomena similis Zheng & Ling, 1989
- Palomena spinosa Distante, 1880
- Palomena tibetana Zheng & Ling, 1989
- Palomena unicolorella Kirkaldy, 1909
- Palomena viridissima (Poda, 1761)